# Brian Anderson (baseball, 1993)
Pour les articles homonymes, voir Anderson et Brian Anderson.
Brian Wade Anderson (né le 19 mai 1993 à Edmond, Oklahoma, États-Unis) est un joueur de troisième but des Marlins de Miami de la Ligue majeure de baseball.

## Carrière
Repêché une première fois par les Twins du Minnesota au 20e tour de sélection du repêchage amateur de 2011, Brian Anderson repousse l'offre pour joindre les Razorbacks de l'université de l'Arkansas, puis il signe son premier contrat professionnel avec les Marlins de Miami, qui le repêchent au 3e tour de sélection en 2014. 
En 2017, il représente les Marlins au match des étoiles du futur et frappe deux coups sûrs.
Il fait ses débuts dans le baseball majeur le 1er septembre 2017 pour Miami et réussit lors de ce premier match son premier coup sûr au plus haut niveau, aux dépens du lanceur Nick Pivetta des Phillies de Philadelphie.